# Alex Scott
Alexandra Virina Scott (Londres, Inglaterra; 14 de octubre de 1984) conocida como Alex Scott, es una exfutbolista inglesa. Jugaba como lateral derecha principalmente para el Arsenal. También jugó en la Selección de Inglaterra durante 13 años y la de Reino Unido durante los Juegos Olímpicos de Londres 2012.
Jugó en tres ocasiones con el Arsenal, interrumpidas por una temporada en el Birmingham City y tres años en los Boston Breakers de la Women's Professional Soccer americana. Scott marcó el gol que le dio a los Gunners el título de Liga de Campeones de 2007.
En 2019, Scott fue incluida en el Salón de la Fama del fútbol inglés. Actualmente es presentadora en distintos programas deportivos de la televisión inglesa. Apareció como comentarista experta durante el Mundial de 2018 y el de 2019.

## Biografía
Scott nació en Poplar (Londres). Su madre es irlandesa y su padre, jamaicano. Durante la grabación del programa "Who Do You Think You Are?", descubrió que tiene raíces judías por parte de su madre y que su bisabuelo fue partidario contra el fascismo en el East End de Londres en 1936.

## Clubes
| Club            | País           | Año         |
| --------------- | -------------- | ----------- |
| Arsenal         | Inglaterra     | 2002 - 2004 |
| Birmingham City | Inglaterra     | 2004 - 2005 |
| Arsenal         | Inglaterra     | 2005 - 2009 |
| Boston Breakers | Estados Unidos | 2009 - 2011 |
| Arsenal         | Inglaterra     | 2012 - 2018 |

### Arsenal (2002-2004)
Después de formar parte de las categorías inferiores del Arsenal desde el 1992 hasta el 1999, Scott comenzó a jugar con el primer equipo en 2002 de extremo, antes de establecerse como lateral.

### Birmingham City (2004-2005)

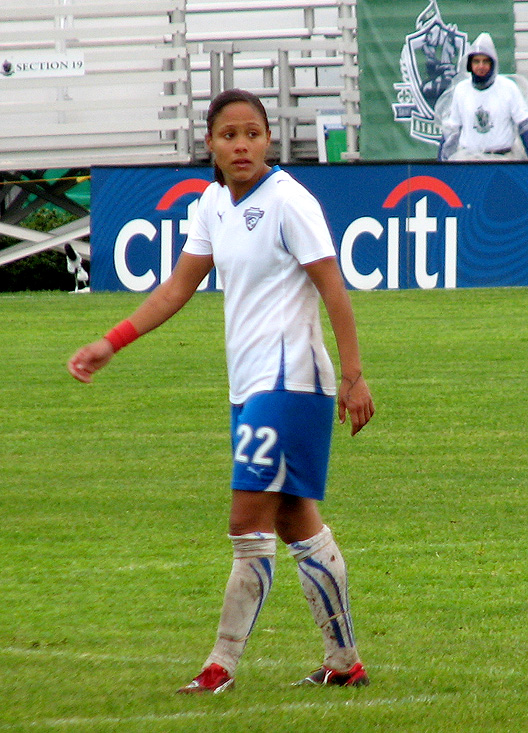
Scott durante un partido con los Boston Breakers.

Tras permanecer dos temporadas en el Arsenal, se fue al Birmingham City. Con la ayuda de la jugadora, el club acabó cuarto en la FA Women's Premier League National Division. Sin embargo, debido a dificultades financieras, volvió al Arsenal para la temporada 2005-06.

### Arsenal (2005-2009)
Scott ayudó al equipo a ganar el doble doméstico de la FA Women's Premier League y la Women's FA Cup. También fue muy importante en la temporada histórica del Arsenal en la que ganaron el "Cuádruple": la liga, las dos copas de liga y la Liga de Campeones de 2007. El club de los Gunners fue el primer y único club inglés en ganar la competición europea y Scott marcó el gol que le dio la victoria. 
En la temporada 2006-07, jugó en 22 partidos de la Premier League y marcó dos goles. Entre todas las competiciones, hizo 40 apariciones y marcó 4 goles. En la siguiente temporada, jugó 21 partidos de liga y 35 en total, marcando 3 goles. En la 2008-09, participó en 24 partidos, añadiendo 2 goles más a su nombre.

### Boston Breakers (2009-2011)
Tras la creación de una nueva liga en Estados Unidos, Women's Professional Soccer, el 25 de septiembre de 2008, se anunció que los derechos de jugadora de Scott habían sido asignados al Chicago Red Stars. Estos derechos fueron trasladados el 15 de enero de 2009 a los Boston Breakers y el 6 de febrero se anunció que la jugadora inglesa se iría del Arsenal.
En la temporada inaugural de 2009, Scott jugó 17 partidos, marcó 1 gol y dio la asistencia a otro. En 2010, jugó 21 partidos y marcó 2 goles y el año siguiente jugó 15 partidos. En diciembre de 2011, volvió cedida al Arsenal para los tres partidos de pretemporada en Japón.

### Arsenal (2012-2018)

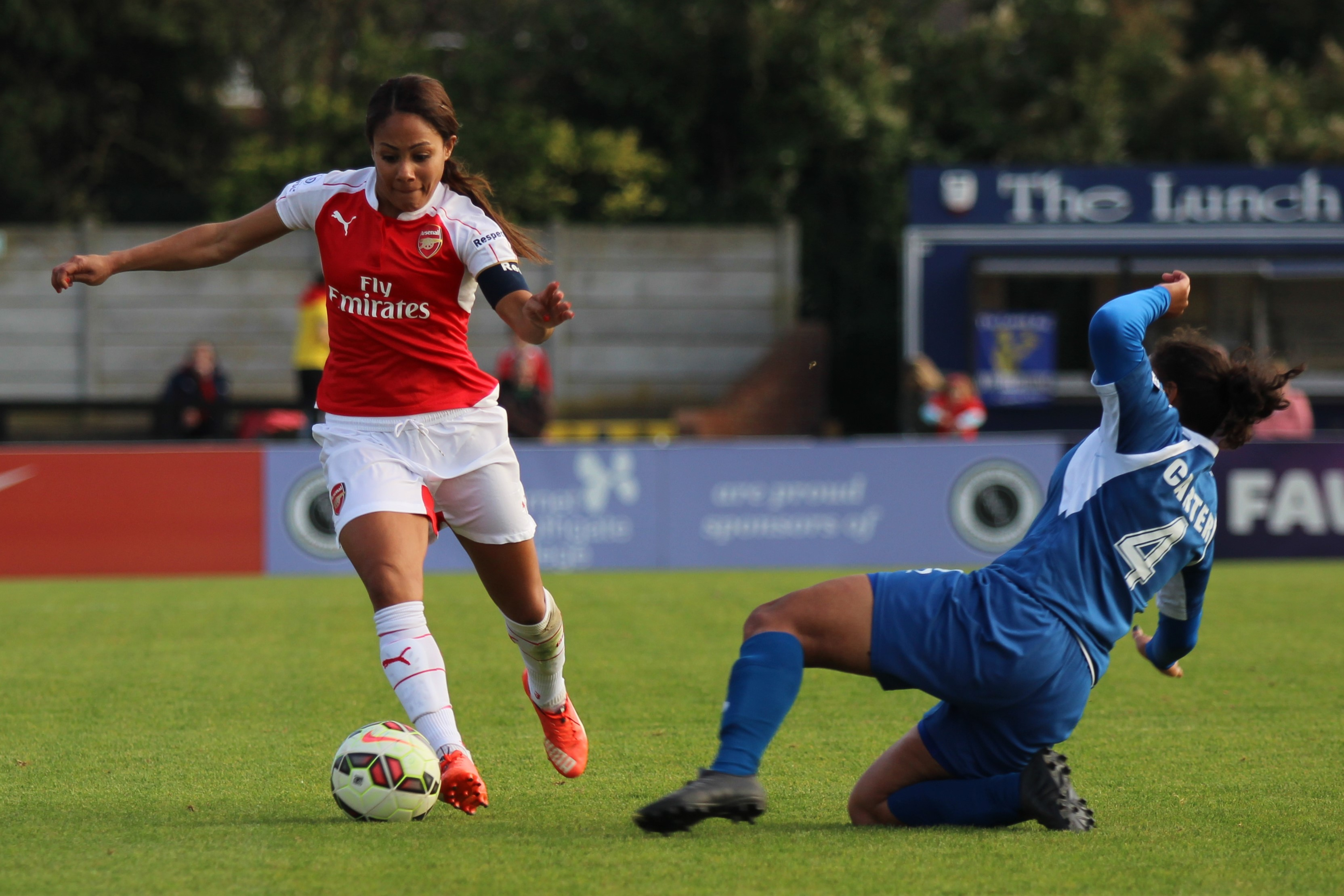
Scott (rojo) durante un partido con el Arsenal en 2015.

Cuando la WPS se canceló antes de la temporada 2012, Scott volvió al Arsenal por tercera vez. junto con Kelly Smith. En la temporada 2014-15 fue nombrada capitana y en la siguiente dirigió al equipo hasta la final de la FA Women's Cup, en la cual ganaron al Chelsea.
Scott jugó su último partido el 12 de mayo de 2018 contra el Manchester City. Arsenal ganó el partido por 2-1.

## Selección nacional

### Inglaterra
Scott jugó con las categorías sub-19 y sub-21. Con la primera jugó en el Mundial Sub-19 de 2002.
Scott debutó con la Selección absoluta de Inglaterra el 18 de septiembre de 2004 en un partido contra los Países Bajos. Participó en las Eurocopas de 2005, 2009, donde consiguió la medalla de plata, 2013, y 2017 y en los Mundiales de 2007, 2011 y 2015, donde alcanzó la medalla de bronce.
El 2 de septiembre de 2017, se retiró del fútbol internacional. Hasta la fecha de su retiro, fue la segunda jugadora inglesa con más partidos jugados (140).

### Reino Unido
En junio de 2012, se anunció que Scott había sido seleccionada para representar a Reino Unido en los Juegos Olímpicos de Londres 2012.

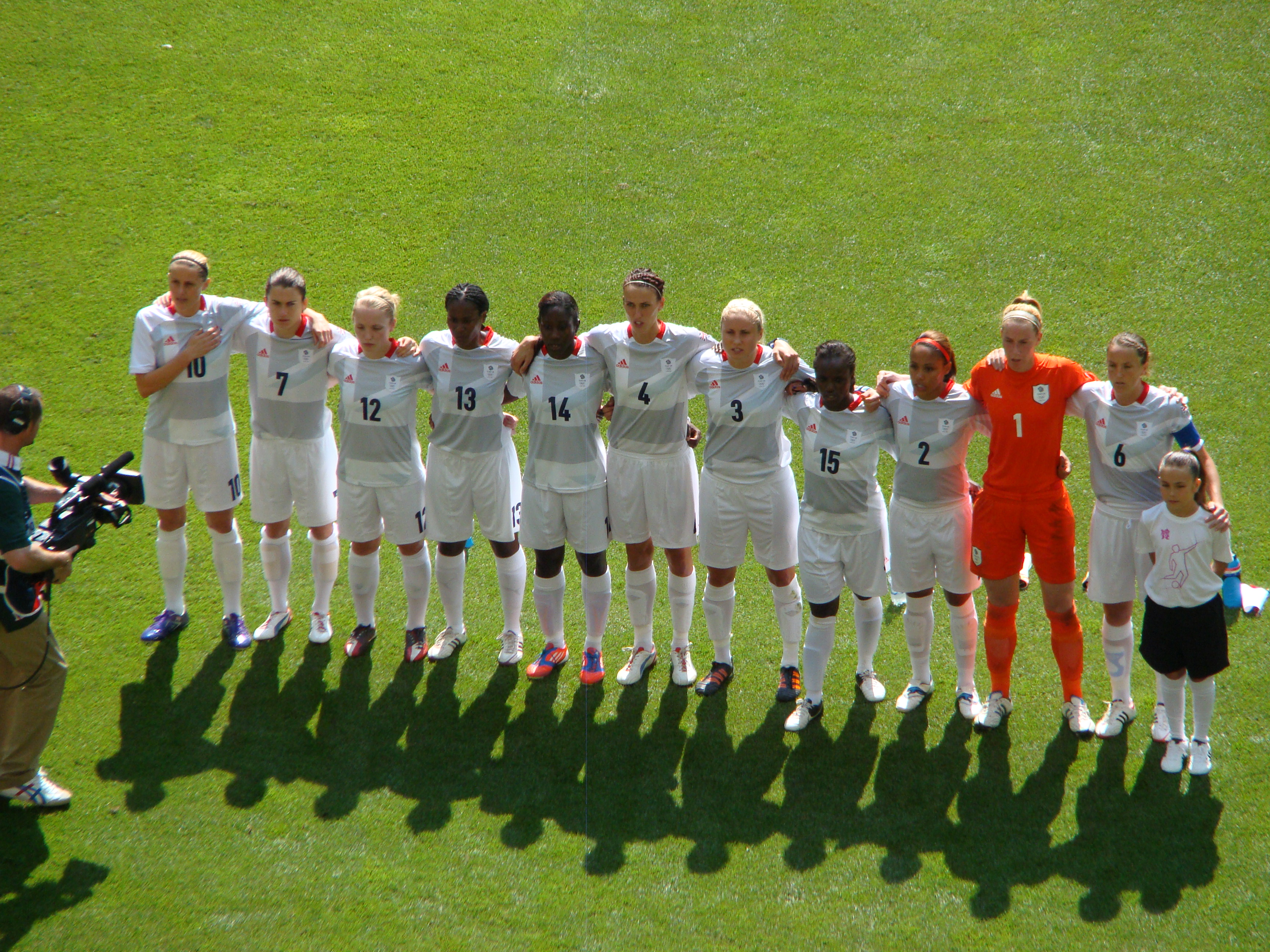
Scott (dorsal número 2) durante el himno en los Juegos Olímpicos.

## Palmarés

### Arsenal
- FA Women's National League: 2003-04, 2005-06, 2006-07, 2007-08, 2008-09
- Women's FA Cup: 2003-04, 2005-06, 2006-07, 2007-08, 2012-13, 2013-14, 2015-16
- Liga de Campeones: 2006-07
- FA Women's Community Shield: 2006, 2008
- FA Women's National League Cup: 2006-07, 2008-09
- FA WSL: 2012
- League Cup: 2012, 2013, 2015

### Inglaterra
- Copa de Chipre: 2009, 2013, 2015
- Eurocopa (subcampeona): Eurocopa 2009
- Copa Mundial (tercer puesto): 2015

## Carrera en los medios de comunicación

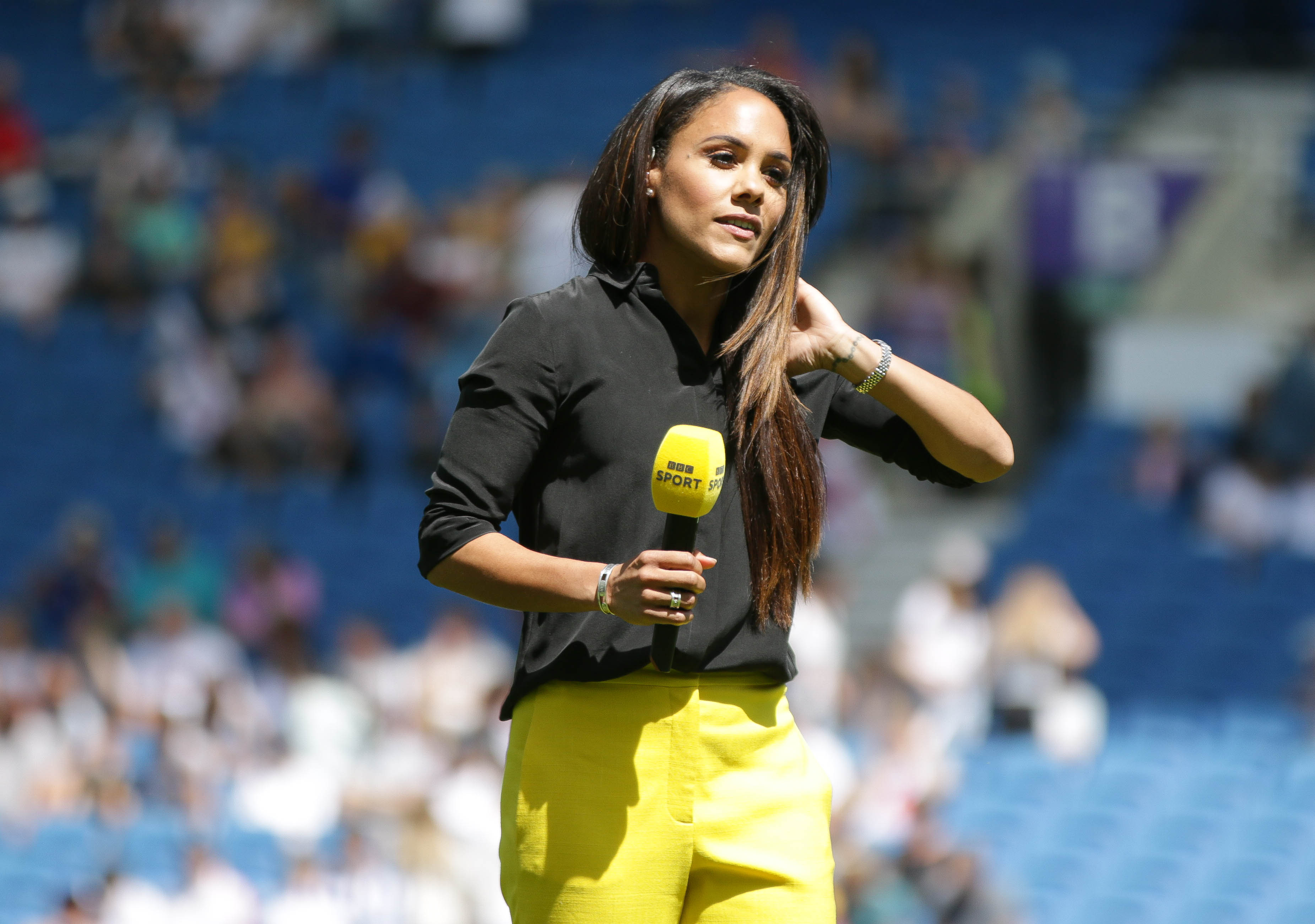
Scott comentando un partido de Inglaterra para la BBC Sport.

Scott comenzó su carrera en los medios de comunicación cuando aún jugaba al fútbol, apareciendo en programas como Soccer AM, BBC Sport, BT Sport o Sky Sports. En 2016 apareció en la serie de Bear Grylls Mission Survive la cual ganó.
Tras su retiro, centró totalmente su atención en la televisión, siendo una de las presentadoras de Match of the Day Kickabout. En 2018 se convirtió en la primera mujer comentarista experta para la BBC en el Mundial de ese mismo año. Después del torneo, continuó en ese puesto durante la Premier League y, en agosto de 2018, se convirtió en la primera mujer comentarista experta para Sky Sports. También estuvo presente en el Mundial de 2019 con la BBC. En agosto de 2019, se anunció que Scott sería la nueva anfitriona del programa de Sky Sports Goals on Sunday junto con Chris Kamara.
Desde septiembre de 2019, Scott participó en la edición número 17 de Strictly Come Dancing, siendo emparejada con el bailarín profesional Neil Jones. Fueron eliminados en la semana 11, acabando en el quinto puesto.
Scott ha hablado públicamente en numerosas ocasiones sobre el abuso sexista que sufre en las redes sociales por su trabajo como comentarista de fútbol.
En julio de 2021, se anunció que Scott sería, junto a Ross Kemp, la presentadora de un concurso de televisión, The Tournament. Ese mismo mes, se anunció que había sido elegida como comentarista para el videojuego FIFA 22 de EA Sports.
Fue la presentadora de los Juegos Olímpicos de Tokio 2020 junto Clare Balding para la BBC.
La BBC anunció que Scott participará en otoño de 2021 en una nueva serie llamada "Who Do You Think You Are?", en el que cada uno de los siete episodios se centran en distintos famosos y sus ancestros.

## Vida privada
Scott nació en Poplar (Londres) y tiene ascendencia irlandesa y jamaicana. En 2011, creó The Alex Scott Academy (La Academia Alex Scott), en colaboración con Kingston College y Puma, para futbolistas femeninas entre 16 y 19 años, la primera en Inglaterra. Scott también escribía semanalmente una columna sobre fútbol femenino en el periódico inglés Morning Star.
En 2017, Scott fue nombrada Miembro de la Orden del Imperio Británico (MBE) por sus trabajos en el fútbol.
En 2023, Scott declaró que la quisieron secuestrar en el Mundial de Fútbol FIFA de Rusia de 2018